# La scomparsa di Sidney Hall
La scomparsa di Sidney Hall (The Vanishing of Sidney Hall) è un film del 2017 diretto da Shawn Christensen.
Nel cast figurano, tra gli altri, Logan Lerman, Elle Fanning, Michelle Monaghan, Blake Jenner, Margaret Qualley, Nathan Lane e Kyle Chandler.

## Promozione
Il primo trailer del film viene diffuso il 10 gennaio 2018.

## Distribuzione
La pellicola è stata presentata al Sundance Film Festival 2017 il 25 gennaio.
Il film verrà distribuito on demand dal 25 gennaio 2018 e successivamente in distribuzione limitata nelle sale cinematografiche statunitensi a partire dal 2 marzo seguente. In Italia è disponibile nel catalogo di Chili TV senza doppiaggio ma con sottotitoli italiani.

### Divieti
Negli Stati Uniti il film è stato vietato ai minori di 17 anni non accompagnati da adulti per la presenza di "riferimenti sessuali e linguaggio scurrile".